# バレーリー
バレーリー（ヒンディー語: बरेली, ウルドゥー語: بریلی, [bə.ɾeː.l̪iː]; 英語: Bareilly）は、インドのウッタル・プラデーシュ州の都市である。町は、ラームガンガー川の側に位置し、家具の製造の中心地であり、木綿、小麦、砂糖の交易地である。